# Kunstmuseum von Prykarpattja
Kunstmuseum von Prykarpattja (ukrainisch Музей мистецтв Прикарпаття) ist das Kunstmuseum in Iwano-Frankiwsk in der westukrainischen Karpatenregion. Bis zum 6. April 2012 hieß das Museum Regionales Kunstmuseum Iwano-Frankiwsk (ukrainisch Івано-Франківський обласний художній музей).
Das Museum ist im Wesentlichen ein regionales Kunstmuseum, das sich in der ehemaligen römisch-katholischen Stiftskirche Renaissance-Stiftskirche aus dem 17. Jahrhundert der Jungfrau Maria im Stadtzentrum von Iwano-Frankiwsk befindet. Es beherbergt eine der umfangreichsten Sammlungen sakraler Kunst der ukrainischen Karpatenregion und ist das einziger seiner Art in der Region.

## Geschichte
Die Gründung des Museums erfolgte am 18. Mai 1980 und als Ausstellungsort wurde die damals ungenutzte katholischen Kirche Jungfrau Maria ausgewählt. Die Sammlung umfasst einzigartige Denkmäler der galizischen Ikonographie und der Barockskulptur sowie diverse Werke der westukrainischen Malerei von Kornylo Ustyjanowytsch, Iwan Trusch, Jaroslaw Pstrak, Julian Dankewitsch, Oleksa Nowakiwskyj, Ossyp Sorochtej und Olena Kultschyzka. Des Weiteren werden Werke ukrainischer Künstler der zweiten Hälfte des 20. Jahrhunderts sowie Werke polnischer, österreichischer, deutscher und italienischer Meister des 18., 19. und 20. Jahrhunderts ausgestellt.